# Agathe kann’s nicht lassen
Agathe kann’s nicht lassen (Arbeitstitel: Agathe hat noch nicht ermittelt) ist eine erstmals im Oktober und November 2005 ausgestrahlte Serie der ARD und des ORF, in der Ruth Drexel eine Dame in Anlehnung an Agatha Christies Miss Marple spielte. Der Titel der Serie ist eine doppelte Anspielung, zum einen auf den Vornamen der berühmten britischen Schriftstellerin, zum anderen auf den Film Er kann’s nicht lassen mit Heinz Rühmann, der sich als Pater Brown ebenfalls in Kriminalfälle einmischt und dabei der Polizei stets einen Schritt voraus ist.
Die Serie wurde nach dem Tod Ruth Drexels eingestellt.

## Handlung
Die Hauptfigur Agathe Heiland löst in der kleinen fiktiven Stadt Mooskirch und Umgebung (als Drehort dient häufig die Kreisstadt Dachau) mit ihrem schusseligen Freund und Helfer Cornelius Stingermann (Hans Peter Korff) Fälle, bei denen der leitende Hauptkommissar Krefeld (Maximilian Krückl, auch Drehbuchautor der Serie) versagt.

## Serienfolgen
Erste Staffel (2005)
- Agathe kann’s nicht lassen – Mord im Kloster (Erstausstrahlung 27. Oktober 2005)
- Agathe kann’s nicht lassen – Alles oder nichts (Erstausstrahlung 3. November 2005)

Zweite Staffel (2006/2007)
- Agathe kann’s nicht lassen – Die Tote im Bootshaus (Erstausstrahlung 21. Dezember 2006)
- Agathe kann’s nicht lassen – Mord mit Handicap (Erstausstrahlung 30. Dezember 2006)
- Agathe kann’s nicht lassen – Das Mörderspiel (Erstausstrahlung 4. Januar 2007)